# Cymodocella pustulata
Cymodocella pustulata är en kräftdjursart som beskrevs av Barnard. Cymodocella pustulata ingår i släktet Cymodocella och familjen klotkräftor. Inga underarter finns listade i Catalogue of Life.